# Golden State Warriors
A Golden State Warriors amerikai profi kosárlabdacsapat, amely az National Basketball Association-ben játszik. Székhelyük a kaliforniai San Francisco. A Warriors a nyugati főcsoportban szerepel, a csendes-óceáni csoportban. 1946-ban alapították Philadelphiában, a Warriors 1962-ben a San Francisco Bay Area-ba költözött és felvették a város nevét, mielőtt 1971-ben a Golden State névre változtatták volna. Hazai mérkőzéseiket a Chase Centerben játsszák.
A Warriors nyerte a Basketball Association of America első bajnoki címét 1947-ben, majd ismét győztesek lettek 1956-ben, Paul Arizin, Tom Gola és Neil Johnston vezetésével. Miután 1965 januárjában Wilt Chamberlaint Philadelphiába küldték, a csapat az 1964–1965-ös szezont az NBA legrosszabb csapataként zárta, mindössze 17 győzelemmel. Az újjáépítési időszakuk nagyon rövid volt, főleg Rick Barry draftolásának köszönhetően. 1975-ben Barry és Jamaal Wilkes vezetésével a Warriors elnyerte harmadik bajnoki címét, ami az egyik legnagyobb meglepetés volt az NBA történetében.
Az 1980-as években a csapat sikertelen volt, majd az évtizedforduló idején ismét folytonos szereplők voltak a rájátszásban, Tim Hardaway, Mitch Richmond és Chris Mullin vezetésével, amelyik hármasnak beceneve a Run TMC volt. A csapat következő bajnoki címét 2015-ben nyerte meg, Stephen Curry, Klay Thompson és Draymond Green vezetésével, a döntő legértékesebb játékosa Andre Iguodala lett. 2016-ban megdöntötték a rekordot a legtöbb alapszakaszban megnyert mérkőzésért 73-mal, mielőtt kikaptak a döntőben a LeBron James-vezette Cleveland Cavaliers csapatától (akik ellen sorozatban négyszer játszottak a döntőben). Miután leszerződtették az MVP Kevin Durantet, a csapat 2017-ben és 2018-ban is bajnok lett (Durant nyerte mindkét döntő legértékesebb játékosa díját). 2019-ben a súlyos sérülésekben szenvedő Warriors kikapott a Toronto Raptors ellen, amit követően Durant elhagyta a csapatot a nyáron. Miután sorozatban kétszer is ki kellett hagyniuk a rájátszást, a Warriors sztárhármasa teljes egészségben tért vissza 2022-ben, olyan játékosokkal kiegészülve, mint az All Star Andrew Wiggins és Jordan Poole. A döntőben megverték a Boston Celtics-et, elnyerve hetedik bajnoki címüket és Curry megkapta első döntő MVP díját. A „dinasztia” nyolc év alatt négy bajnoki címet nyert meg, illetve 2015 és 2019 között az összes, szám szerint öt döntőben szerepeltek (6 döntő 8 év alatt). Curry, Green, Thompson és Iguodala tagja voltak mind a négy bajnokcsapatnak a 21. században, míg Shaun Livingston és Kevon Looney háromszor diadalmaskodtak a Warriors tagjaként. A 2023-as rájátszásban a főcsoport-elődöntőben estek ki, ez volt az első alkalom 2014 óta, hogy nem jutottak el a döntőig, mikor szerepeltek a rájátszásban.
A Dubs (W’s) becenévre hallgató franchise több NBA-rekordot is tart: a legjobb alapszakasz-teljesítmény, a legtöbb győzelem egy szezonban (alapszakasz és rájátszás együtt), illetve a legjobb rájátszás-teljesítményt is a Warriors érte el. Curryt és Thompsont minden idők egyik legjobb hátvédpárosának tekintik. A harmadik legtöbb bajnoki címűk és döntő-szereplésük van, csak a Los Angeles Lakers és Boston Celtics előzi meg őket mindkét kategóriában. Wilt Chamberlain és Stephen Curry az egyetlen játékosok a csapat történetében, akik megkapták az MVP díjat, miközben a Warriors színeiben játszottak.

## Története

### 1946–1962: első évek Philadelphiában

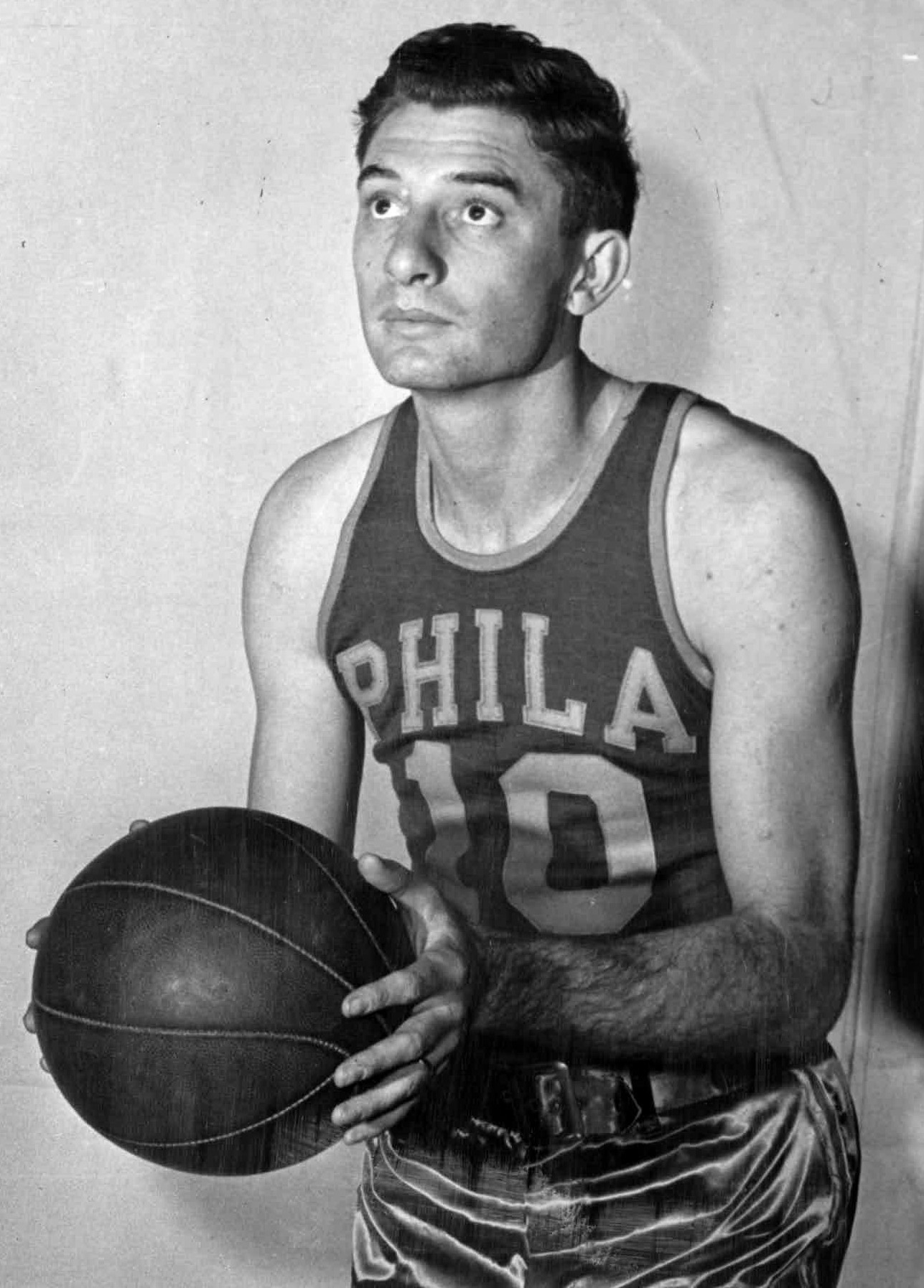
Joe Fulks, a bajnokság történetének első pontkirálya

A csapatot 1946-ban alapították Philadelphiában, Philadelphia Warriors néven, a Basketball Association of America tagjaként. A tulajdonos Peter A. Tyrrell volt, aki az American Hockey League-ben szereplő Philadelphia Rockets-et is irányította. A csapat edzőjének és igazgatójának Eddie Gottliebet nevezte ki. A csapatot a korábban az American Basketball League-ben szereplő Philadelphia Warriors után nevezték el.
Joe Fulks vezetésével a Warriors bajnok lett a liga első szezonjában, 1946–1947-ben, legyőzve a Chicago Stags csapatát 4–1-re. Az NBA, ami 1949-ben jött létre, a BAA-t tekinti elődjének, így a Warriors volt a liga történetének első bajnoka. Gottlieb 1951-ben vette meg a csapatot.
A következő bajnokságukat az 1955–1956-os szezonban nyerték el, legyőzve a Fort Wayne Pistons-t 4–1-re. A csapat legjobb játékosai az érában a később hírességek csarnokába beválasztott Paul Arizin, Tom Gola és Neil Johnston voltak.

### 1959–1965: a Wilt Chamberlain-éra

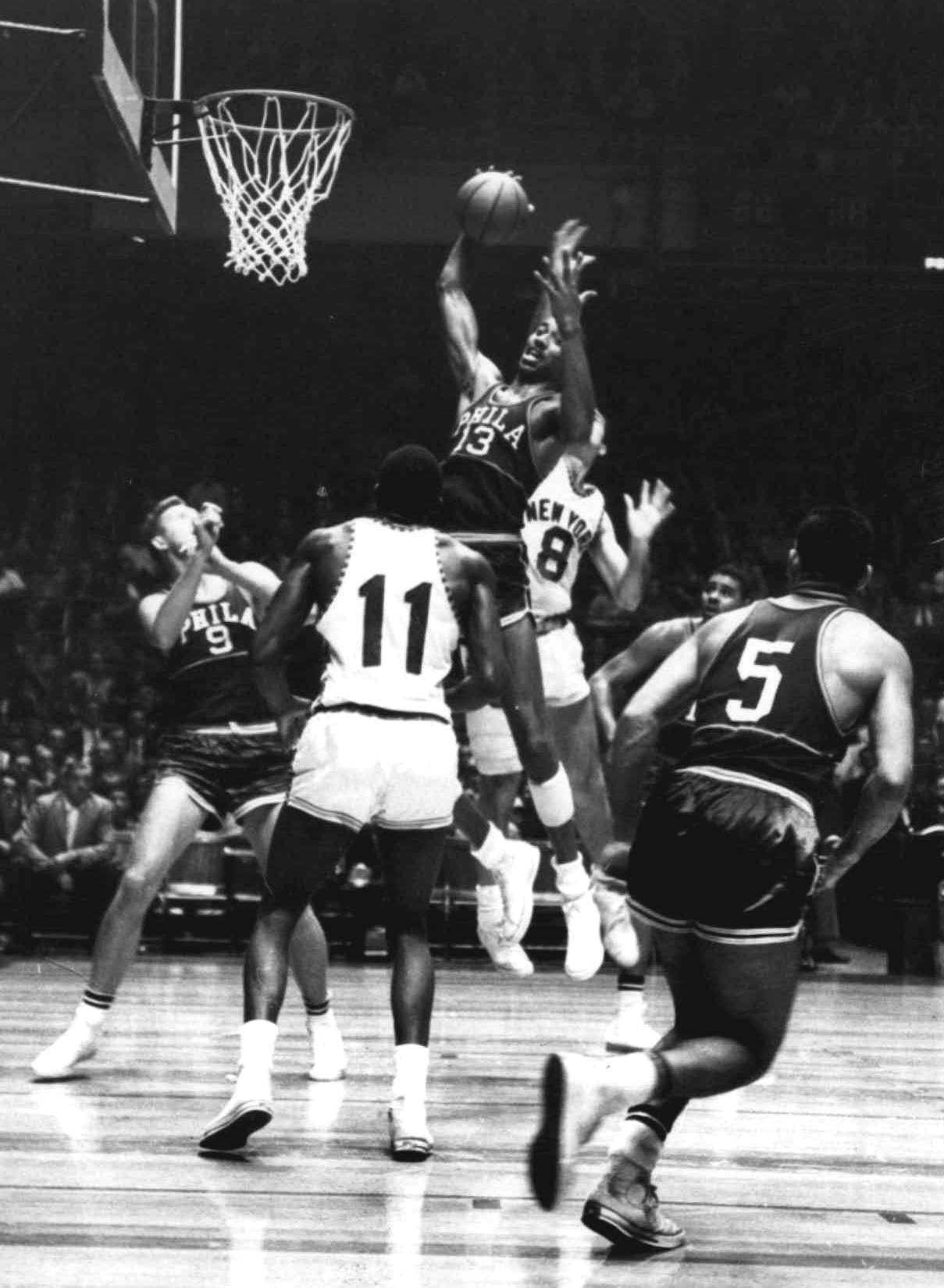
Chamberlain több, mint 41 pontot és 25 lepattanót átlagolt a Warris csapatával töltött éveiben

1959-ben a csapat leszerződtette Wilt Chamberlaint. Hatszor volt a csapat legtöbb pontot szerző játékosa és folyamatosan NBA-rekordokat döntött. 1962. március 2-án egy semleges pályán játszott „hazai” mérkőzésen Chamberlain 100 pontot szerzett a New York Knicks ellen, ami a mai napig az NBA-rekord és amit a liga az egyik legjobb pillanatának tekint.
1962-ben Franklin Mieuli megvásárolta a csapatot és a San Francisco Bay Area-ba költöztette a Warriors-t, átnevezve a csapatot San Francisco Warriors-ra. 1962 és 1964 között legtöbb hazai mérkőzésüket a Cow Palace-ban játszották Daly City-ben (az aréna nem messze, délre van San Franciscótól), majd az azt követő két évben a San Francisco Civic Auditoriumban. Ezek mellett pályára léptek néha Oaklandben és San Jose-ban, illetve a San Franciscó-i Egyetem arénájában is.
Az 1963–1964-es szezon előtt a Warriors a drafton kiválasztotta Nate Thurmondot, Chamberlain mellé. Abban az évben megnyerték a nyugati főcsoport bajnoki címét, de kikaptak a döntőben a Boston Celtics ellen. A következő szezonban a Warriors a Philadelphia 76ers csapatába küldte Chamberlaint, Connie Dierkingért, Lee Shafferért, Paul Neumannért és 150 ezer dollárért cserébe. Mindössze 17 mérkőzést tudott megnyerni a csapat.

### 1965–1978: Thurmond és Barry
1965-ben a csapat a drafton kiválasztotta Rick Barry-t az első fordulóban. A játékost megválasztották az év újoncának, majd az 1966–1967-es szezonban a döntőig vezette a csapatot, ahol kikaptak Chamberlain új csapata, a Warriors helyét Philadelphiában átvevő 76ers ellen.
Miután a csapat nem fizette ki a neki járó bónuszokat, Barry nem lépett pályára az 1967–1968-as szezonban és a következő szezonban leszerződött az American Basketball Association-ben szereplő Oakland Oaks csapatával. A négy szezonos szünet után visszatért a Warriors-hoz 1972-ben. Barry nélkül nem voltak bajnokesélyes csapat és a vezető személyiségek Nate Thurmond, Jeff Mullins és Rudy LaRusso lettek. Egyre többször kezdtek el játszani Oaklandben az Oakland Coliseum Arena 1966-os megnyitásával, majd az 1970–1971-es szezonban voltak utoljára a San Francisco Warriors.
A csapat az 1971–1972-es szezon előtt felvették a Golden State nevet, ami Kalifornia állam beceneve, az egész terület képviselői akartak lenni. Szinte minden hazai meccsüket Oaklandben játszották, hat kivételével, amit San Diegóban rendeztek. 1971-től az Oakland Arena lett a csapat egyetlen otthona.

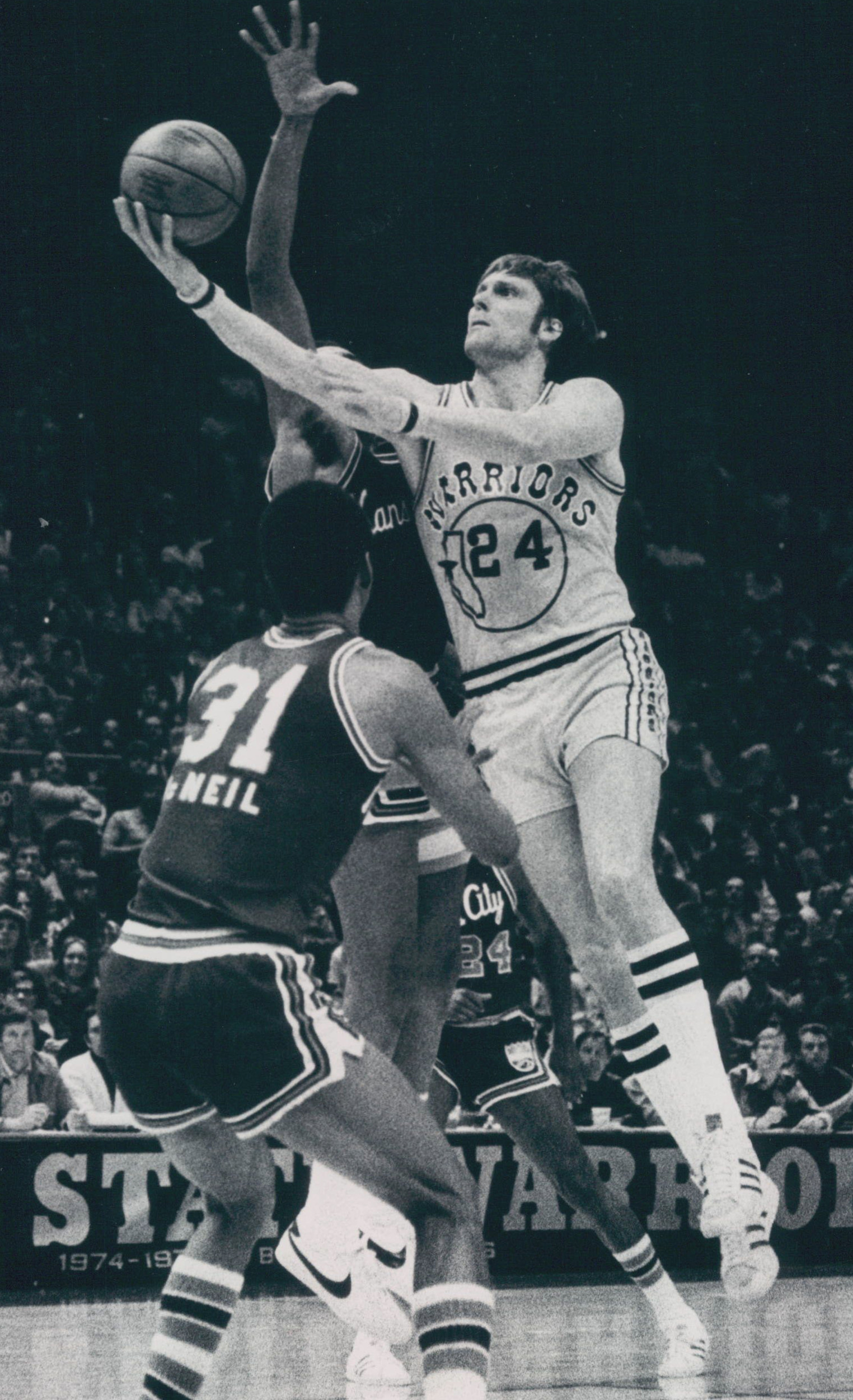
Rick Barry, az 1975-ös bajnokcsapat döntő MVP-je

A Warriors 1971 és 1977 között (1974 kivételével) mindig bejutottak a rájátszásba és 1975-ben nyerték meg első bajnoki címüket, miután  a nyugati partra költöztek. Ez a győzelmük az egyik legnagyobb meglepetés volt az NBA történetében, megverték az esélyesnek tartott Washington Bullets csapatát, egyszer se kaptak ki. A Warriors edzője Al Attles volt, Barry lett a döntő MVP.
Az 1975–1976-os szezonban ők voltak a legjobb csapat az alapszakaszban, de végül meglepetésre kiestek a Phoenix Suns ellen a főcsoportdöntőben.

### 1978–1985: a nehézségek időszaka
Azt követően, hogy olyan kulcsfontosságú játékosok elhagyták a csapatot, mint Barry, Wilkes és Thurmond, a Warriors nehezen tudott összeállítani egy versenyképes csapatot 1978 és 1987 között, miután az 1960-as és 1970-es évek egyik legdominánsabb csapata voltak. Az NBA-draft segítségével sikerült olyan játékosokat szerződtetniük, mint Purvis Short (1978), Joe Barry Carroll (1980) és Robert Parish (1976), akit 1980-ban a Boston Celtics csapatába küldtek egy draft választással együtt (amivel később Kevin McHale-t választotta a Celtics). 1983-ban a Warriors ugyanakkora ajánlatot adott Bernard Kingnek, mint a New York Knicks, de nem tudták kifizetni fizetését, így a Knicks-be küldték Micheal Ray Richardsonért, akit aztán elcseréltek a New Jersey-vel Eric Floydért és Mickey Johnsonért. Floyd egyszer a negyedik negyedben 29 pontot szerzett a Lakers ellen.
A csapatot megvásárolta Jim Fitzgerald és Dan Finane, majd kinevezték a Cleveland Cavaliers korábbi vezetőedzőjét, George Karlt 1986-ban. Az 1985-ös drafton Chris Mullint választották.

### 1985–1997: Chris Mullin és a Run TMC-éra
A sikertelen időszakot követően Karl alatt egy ideig jobb lett a Warriors, aminek csúcspontja az 1987-es főcsoport-elődöntő-szereplésük volt, a Magic Johnson vezette Los Angeles Lakers ellen, amit napjainkig az NBA történetének egyik legjobb mérkőzésének tekintik. Sleepy Floyd teljesítménye a második félidőben minden idők egyik legjobb rájátszás-szereplése volt, 29 pontot szerzett egy negyedben és 39-et egy félidőben. Vezetésével nyert a Warriors, 51 pontot szerzett.
A „Sleepy Floyd-meccs” következtében az érdeklődés a San Franciscó-i kosárlabda iránt egyre nagyobb lett, amihez hozzá tett az is, hogy Don Nelson edző irányítása alatt az 1980-as évek végén és a következő évtized elején sikeres tudott lenni a csapat, Tim Hardaway, Mitch Richmond és Chris Mullin főszereplésével. A hármas elnevezése Run TMC volt, a Run–D.M.C. rapcsoport után. Mindössze két szezont játszottak együtt és csak egy sorozatig szerepeltek a rájátszásban. Nelson Richmondot a Sacramento Kings csapatába küldte Billy Owens újoncért cserébe, aki jobban illett az edző elképzeléseihez. Nelsont Jim Fitzgerald szerződtette a Milwaukee Bucks-ból, aki 1986 és 1995 között volt a csapat társtulajdonosa Dan Finnane-nel. Az 1993–1994-es szezonban Chris Webber és Latrell Sprewell segítségével bejutottak a rájátszásba.
A következő szezon elején Webber és Sprewell, illetve a korábbi és Nelson kapcsolata megromlott. Nem sokkal később mind hárman elhagyták a csapatot és a franchise összeomlott. Az 1994–1995-ös szezon volt az első Chris Cohan tulajdonában, aki kivásárolta Fitzgeraldot és Finnane-t. A drafton kiválasztották Joe Smith erőcsatárt az első helyen és szerződtették Rick Adelmant, mint a csapat vezetőedzője. Elcserélték Tim Hardaway-t és Chris Gatling-t a Miami Heat csapatával, Kevin Willis-ért és Bimbo Coles-ért cserébe. Az 1996–1997-es szezonban hazai mérkőzéseiket a San Jose Arénában játszották. A következő szezonban Mullin az Indiana Pacers játékosa lett.

## Arénák
- Philadelphia Aréna (1946–1962)
- Philadelphia Civic Center (1952–1962)
- Cow Palace (1962–1964, 1966–1971, és két mérkőzés 1975-ben NBA döntő)
- San Francisco Civic Auditorium (1964–1966)
- USF War Memorial Gymnasium (1964–1966)
- San Diego Sports Arena (1971–1972 – hat mérkőzés)
- San Jose Arena (1996–1997)
- Coliseum Arena/Az Aréna Oakland-ben/Oracle Arena (1966–1967, 1971–1996 és 1997–napjainkig)
- Chase Center (2019–)

## Játékosok

### Visszavonultatott mezszámok
| Golden State Warriors visszavonultatott mezszámok | Golden State Warriors visszavonultatott mezszámok | Golden State Warriors visszavonultatott mezszámok | Golden State Warriors visszavonultatott mezszámok | Golden State Warriors visszavonultatott mezszámok |
| Mezszám                                           | Játékos                                           | Pozíció                                           | Időszak                                           | Dátum                                             |
| ------------------------------------------------- | ------------------------------------------------- | ------------------------------------------------- | ------------------------------------------------- | ------------------------------------------------- |
| 6                                                 | Bill Russell                                      | Center                                            | Nem játszott                                      | 2022. augusztus 11.                               |
| 13                                                | Wilt Chamberlain                                  | Center                                            | 1959–1965                                         | 1999. december 29.                                |
| 14                                                | Tom Meschery                                      | Erőcsatár                                         | 1961–1967                                         | 1967. október 13.                                 |
| 16                                                | Al Attles                                         | Irányító                                          | 1960–1971                                         | 1977. február 10.                                 |
| 17                                                | Chris Mullin                                      | Irányító/Erőcsatár                                | 1985–1997 2000–2001                               | 2012. március 12.                                 |
| 24                                                | Rick Barry                                        | Erőcsatár                                         | 1965–1967 1972–1978                               | 1988. március 18.                                 |
| 42                                                | Nate Thurmond                                     | Center                                            | 1963–1974                                         | 1878. március 18.                                 |